# Многосторонняя грампластинка

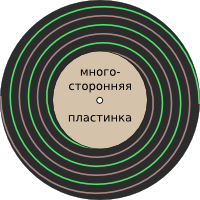
Рисунок, объясняющий принцип изготовления многосторонней грампластинки

«Многосторонняя» грампластинка — виниловый диск, сторона которого имеет больше чем одну дорожку. Эта техника позволяет размещать на дисках скрытые треки. Суть метода заключается в том, что две дорожки (или более) идут параллельными спиралями, и какой конкретно трек будет воспроизведён, зависит от того, на какую из дорожек изначально попадёт игла звукоснимателя.
Самый известный из альбомов, изданных таким образом, это вышедшая в 1973 году пластинка комик-группы Монти Пайтон «Matching Tie and Handkerchief». Одна сторона пластинки (на этикетках с обеих сторон было отпечатано «Сторона 2») была обычной, другая же сторона содержала две дорожки, на которых был записан разный материал. Последующие издания не имели двойной дорожки.
Другой памятный пример многодорожечной пластинки — гибкий диск «Это сверхволнующий день!», выпущенный журналом MAD в 1980. Сначала покупатель диска слышал стандартную вступительную часть о том, какой чудесный, сверхволнующий день наступил. Далее следовал один из комических «плохих» вариантов развития сюжета: похищение инопланетянами, неожиданное появление прыщей на лице или приход тёщи в гости.
Подобные пластинки также использовались для игровых целей: например, шёл «репортаж» со скачек, и, какая из лошадей придёт первой, зависело от того, куда была поставлена игла в начале.
Среди других примеров многосторонних грампластинок — альбом «Disco Volante» группы Mr. Bungle, синглы «Sensual World» певицы Кейт Буш, «Opiate» группы Tool и «Good Thing» группы Fine Young Cannibals.
Самая ранняя из известных многосторонних пластинкок выпущена в 1901 году. Она содержит три дорожки на стороне и называется «Пластинка-головоломка — Предсказатель судеб! Песня и два предсказания судьбы, попробуйте их найти!» («Fortune Telling Puzzle Record a song and two Fortunes, See if you can find them»).